# Lac Nicette
Pour les articles homonymes, voir Nicette.
 (août 2018).
Le lac Nicette est un plan d’eau douce traversé par la rivière Nicette, dans le territoire non organisé de Lac-au-Brochet, dans la municipalité régionale de comté (MRC) de La Haute-Côte-Nord, dans la région administrative du Côte-Nord, dans la province de Québec, au Canada. Le lac Nicette est entièrement situé dans la Zec de Forestville.
La foresterie constitue la principale activité économique du secteur ; les activités récréotouristiques en second notamment la villégiature, la chasse, la pêche, les VTT ou la motoneige.
Une route forestière secondaire dessert la partie inférieure de la rivière Nicette en aval du lac Nicette. Une autre route forestière secondaire remonte vers le Nord-Est le cours du ruisseau à Truchon, puis longe la décharge du Lac de la Flèche et dessert la partie supérieure de la rivière Nicette en amont du lac Nicette. Ces routes forestières se relient par le Sud à la route R0952 qui longe la rive Sud de la rivière du Sault aux Cochons. Cette dernière route se rattache vers l’Est à la route 138 laquelle longe la rive Nord du fleuve Saint-Laurent. Plusieurs routes forestières secondaires desservent la vallée de la rivière Nicette,,.
La surface du lac Nicette est habituellement gelée de la fin novembre au début avril, toutefois la circulation sécuritaire sur la glace se fait généralement de la mi-décembre à la fin mars.

## Géographie
Les principaux bassins versants voisins du lac Nicette sont :
- côté Nord : rivière Nicette, lac aux Lièvres, lac Forrest, lac Boston, lac de l’Alouette, rivière Volant, rivière Virot, rivière Betsiamites ;
- côté Est : lac Levesque, lac Ouelette, rivière Ouelette, Petite rivière Ouelette, rivière Laval ;
- côté Sud : rivière Nicette, rivière du Sault aux Cochons, ruisseau Pleau, ruisseau Savard, ruisseau des Jumeaux, ruisseau Chat, ruisseau Marcoux, rivière Portneuf (Côte-Nord) ;
- côté Ouest : rivière du Sault aux Cochons, ruisseau à Truchon, rivière Isidore, rivière Isidore Est[1].

Situé entièrement en zone forestière, le lac Nicette ressemble à un H difforme. La morphologie du lac ressemble aussi à un chien Schnauzer dont la tête est orientée vers le Nord-Est. Ce lac comporte deux parties connexes séparées par un détroit d’une centaine de mètres en largeur. Ce détroit est formé par une presqu’île rattachée à la rive Nord s’étirant sur 1,3 km vers le Sud ; par une deuxième presqu’île rattachée à la rive Sud-Est s’avançant vers le Nord-Ouest ; par une troisième presqu’île s’étirant sur 1,0 km vers le Nord. Une baie d’une longueur de 1,0 km sépare ces deux dernières presqu’îles.
La partie Est du lac est alimenté par une décharge (venant du Nord) de cinq petits lacs et par la décharge (venant de l’Est) du lac Levesque. La partie Ouest du lac est alimenté (description selon le sens horaire, à partir de l’embouchure) par : la décharge (venant de l’Ouest) d’un petit lac non identifié ; par la rivière Nicette (venant du Nord) ; par la décharge (venant du Nord-Est) de deux petits lacs non identifiés ; par le déversement de la partie Est du lac ; par la décharge (venant de l’Est et se déversant dans une baie de la rive Sud) d’un lac non identifié ; par la décharge (venant du Sud et se déversant dans une baie de la rive Sud) du lac Hélène.
Le lac Nicette ne comporte aucune île. Un barrage est situé à son embouchure, au fond d’une baie d’une longueur de 2,4 km s’étirant vers le Sud. Ses principales caractéristiques : superficie de km2, une longueur de 5,0 km, une largeur maximale de 3,0 km et une altitude de 248 m.
L’embouchure du Lac Nicette est localisée au fond d’une baie de la rive Sud du lac, soit à :
- 55,3 km d’une baie du Sud-Est du réservoir Pipmuacan ;
- 44,2 km au Sud-Est du centre du village de Labrieville ;
- 2,4 km au Nord de l’embouchure de la rivière Nicette (confluence avec la rivière du Sault aux Cochons) ;
- 30,3 km au Nord-Ouest de la confluence de la rivière du Sault aux Cochons et du fleuve Saint-Laurent, à Forestville ;
- 49,4 km au Sud-Ouest de l’embouchure de la rivière Betsiamites[1].

À partir de l’embouchure du Lac Nicette, la courant emprunte le cours de la rivière Nicette laquelle coule 3,1 km vers le Sud-Ouest, encastré entre les montagnes, accusant un dénivelé de 124 m dans ce segment, jusqu’à sa confluence avec la rivière du Sault aux Cochons.

## Toponymie
Le toponyme « lac Nicette » dérive de la rivière du même nom.
Le toponyme "Lac Nicette" a été officialisé le 5 décembre 1968 par la Commission de toponymie du Québec, soit à la création de cet organisme.